# Wu-ming
Wu-ming (čínsky pchin-jinem Tiányáng, znaky zjednodušené 田阳) je městský obvod v městské prefektuře Nan-ning v autonomní oblasti Kuang-si v Čínské lidové republice. Má rozlohu 3378 km² a roku 2010 zde žilo 544 478 obyvatel. Člení se na třináct městysů (čen).
Ve středověku území ovládali různí čuangští náčelníci pod čínskou svrchovaností. V 15. století zde, povýšením z domorodého kraje, vznikla domorodá prefektura S’-en pod vládou čuangského rodu Cchen. Později zde existoval okres Wu-jüan (武缘), roku 1912 přejmenovaný v okres Wu-ming.
Od roku 1958 okres Wu-ming podléhal prefektuře Nan-ning. Roku 2015 byl okres Wu-ming reorganizován v městský obvod.